# Olympische Jugend-Sommerspiele 2018/Teilnehmer (Vanuatu)
| Gelbes Symbol für Goldmedaillen mit stilisierten Olympischen Ringen | Graues Symbol für Silbermedaillen mit stilisierten Olympischen Ringen | Braundes Symbol für Bronzemedaillen mit stilisierten Olympischen Ringen |
| ------------------------------------------------------------------- | --------------------------------------------------------------------- | ----------------------------------------------------------------------- |
| —                                                                   | —                                                                     | —                                                                       |

Die Jugend-Olympiamannschaft aus Vanuatu für die III. Olympischen Jugend-Sommerspiele vom 6. bis 18. Oktober 2018 in Buenos Aires (Argentinien) bestand aus 21 Athleten. Sie konnten keine Medaille gewinnen.

## Athleten nach Sportarten

### Beachvolleyball
Mädchen
- Maybel Ravo
- Luduine Tebeim
Gruppenphase

### Hockey
| Mädchen - 12. Platz - Kader Delliah Aru Anna Noal Rosemary Hinge Nerry Tugon Tolsi Johny Naomie Aru Shania Kenni Joana Yalou Melody Nalin | Jungen - 12. Platz - Kader Lovis Iawila Inias Muliaki Francois Simeon Jetro Namak Stephen Nulak Nicholsen Job Jossie Lily John Katmatem Jeremy Onukur |

### Leichtathletik
Jungen
- Dick Kapalu
3000 m: 16. Platz